# Мужская сборная Украины по баскетболу
Сборная Украины по баскетболу — национальная баскетбольная команда, представляющая Украину на международной баскетбольной арене. Управляющим органом сборной выступает Федерация баскетбола Украины.

## Чемпионаты мира
- 2014 — 18-e место

### Чемпионат мира 2014
Заняв на чемпионате Европы 2013 г. 6-е место сборная Украины, впервые в своей истории получила право играть на чемпионате мира. В финальном турнире команда попала в группу "С" вместе с командами США, Турции, Доминиканской Республики, Новой Зеландии и Финляндии.
Украинская сборная удачно стартовала в турнире, обыграв в своём первом матче команду Доминиканской Республики — 72:62. Однако во втором туре последовало поражение от сборной Финляндии — 76:81. В третьем матче был переигран вице-чемпион мира 2010 года, сборная Турции — 64:58. Но после этого последовали два поражения подряд, вначале от сборной Новой Зеландии — 61:73, а в последнем пятом матче от действующего чемпиона мира, сборной США — 71:95. В итоге, набрав равное количество очков со сборными Доминиканской Республики и Новой Зеландии (по 7), сборная Украины по дополнительным показателям не смогла пробиться в плей-офф стадию турнира.
Итоговая таблица группы C (матчи проходили в Бильбао)
| Команда                  | Игр | В | П | МЗ  | МП  | МР   | Очки | Тай-брейк  |
| ------------------------ | --- | - | - | --- | --- | ---- | ---- | ---------- |
| США                      | 5   | 5 | 0 | 511 | 345 | +166 | 10   |            |
| Турция                   | 5   | 3 | 2 | 365 | 372 | −7   | 8    |            |
| Доминиканская Республика | 5   | 2 | 3 | 347 | 386 | −39  | 7    | 1–1, 1.022 |
| Новая Зеландия           | 5   | 2 | 3 | 347 | 376 | −29  | 7    | 1–1, 0.993 |
| Украина                  | 5   | 2 | 3 | 344 | 369 | −25  | 7    | 1–1, 0.985 |
| Финляндия                | 5   | 1 | 4 | 342 | 408 | −66  | 6    |            |

## Чемпионаты Европы
- 1997 — 13-e место
- 2001 — 14-e место
- 2003 — 14-e место
- 2005 — 16-e место
- 2011 — 17-20 место
- 2013 — 6-e место
- 2015 — 22-e место
- 2017 — 16-e место
- 2022 — 12-e место

### Евробаскет 1993
На чемпионате Европы по баскетболу 1993г. Украина сыграть не смогла, так как не прошла квалификацию.

### Евробаскет 1995
На чемпионате Европы по баскетболу 1995г. Украине так же не улыбнулась удача пройти квалификацию.

### Евробаскет 1997
Впервые выиграть путёвку и поехать на чемпионат Европы по баскетболу Мужская сборная Украины сумела, только в 1997 году.
ДВ предварительном раунде Украина попала в группу D к таким сильными командами как сборная Испании, сборная Хорватии, и сборная Германии.
Первый матч прошёл 25 июня 1997 года . Для сборной Украины он завершился неудачно. Украина проиграла сборной Испании со счётом 54 — 82.
Второй матч против сборной Германии состоялся 26 июня . Он так же завершился для сборной Украины провалом. Она проиграла со счётом 60 — 81.
В третьем и последним матче предварительного раунда (который прошёл 27 июня) сборная Украины впервые за время своего участия в чемпионате сумела одолеть своего противника, обыгравши сборную Хорватии со счётом 95 — 88.
Однако эта победа не смогла продвинуть Украину в следующий групповой этап, тем самым Мужская сборная Украины выбыла из Евробаскета и заняла 13 место, что до 2013 являлось её наивысшим достижением.

### Евробаскет 1999
На Евробаскете 1999 года Украина выступить не смогла, так как не прошла отборочный турнир.

### Евробаскет 2001
В отборочном турнире на чемпионат Европы по баскетболу 2001 года Украине улыбнулась удача, и она смогла, пройдя квалификацию вновь попасть, на Евробаскет.
На сей раз в предварительном раунде Украина попала в группу А к таким командам как сборная Франции, сборная Литвы и сборная Израиля.
Первый матч прошёл, 31 августа против сборной Литвы Украина потерпела, поражение 60 — 82.
Второй матч был проведён 1 сентября против сборной Франции, в котором Украина смогла одержать, победу обыгравши сильную сборную противника на 3 очка 89 — 86
Третий матч состоялся, 2 сентября против сборной Израиля Украина потерпела, поражение, проигравши со счётом 65 — 88 Мужской сборной Украины вновь не удалось, двинуться в новый групповой этап на Евробаскете 2001 года Украине досталось 14 место.

### Евробаскет 2003
На Евробаскет 2003 Украина попала в группу D к команде Турции сборной Греции и к команде Хорватии.
Первый матч состоялся, 5 сентября Украина проиграла Турции со счётом 69 — 77.
Второй матч прошел 6 сентября против сборной Хорватии сборная Украины вновь терпит поражение 71 — 93.
Завершающий третий матч группового этапа против сборной Греции так же завершился, для сборной Украины неудачно она проиграла 73 — 79
Украина вновь выбыла, с чемпионата получивши 14 место.

### Евробаскет 2005
На чемпионате Европы по баскетболу 2005 Украина попала в группу А к сборной России, сборной Италии и сборной Германии.
Первый матч прошёл, 16 сентября Украина потерпела поражение от сборной России - 86:74. Второй матч состоялся 17 сентября. Украина проиграла сборной Германии - 58:84. Третий матч был проведён 18 сентября. Украина потерпела сокрушительное поражение от сборной Италии - 99:62. Неутешительные результаты позволили Украине занять лишь 16-e место.

### Евробаскет 2007
Не участвовала, так как не прошла отборочного турнира. Осталась в Дивизионе А.

### Евробаскет 2009
Не участвовала, так как не прошла отборочного турнира. Осталась в Дивизионе А.

### Евробаскет 2011
Пройдя квалификацию, Украина попала на Евробаскет 2011.
В предварительном раунде она играла в группе D вместе со сборными России, Словении, Грузии, Болгарии, и Бельгии.
Результаты матчей приведены в таблицы ниже:
Группа D
| Место | Команда  | В | П | МЗ  | МП  | МР  | Очки |
| ----- | -------- | - | - | --- | --- | --- | ---- |
| 1     | Россия   | 5 | 0 | 371 | 321 | +50 | 10   |
| 2     | Словения | 4 | 1 | 356 | 324 | +32 | 9    |
| 3     | Грузия   | 2 | 3 | 352 | 343 | +9  | 7    |
| 4     | Украина  | 2 | 3 | 322 | 327 | −5  | 7    |
| 5     | Болгария | 2 | 3 | 339 | 357 | −18 | 7    |
| 6     | Бельгия  | 0 | 5 | 304 | 372 | −68 | 5    |

| 31 августа 2011 |       |          |                         |
| Бельгия         | 59-81 | Грузия   | Швитурё Арена, Клайпеда |
| Словения        | 67-59 | Болгария | Швитурё Арена, Клайпеда |
| Россия          | 73-64 | Украина  | Швитурё Арена, Клайпеда |
| 1 сентября 2011 |       |          |                         |
| Болгария        | 68-65 | Бельгия  | Швитурё Арена, Клайпеда |
| Грузия          | 58-65 | Россия   | Швитурё Арена, Клайпеда |
| Украина         | 64-68 | Словения | Швитурё Арена, Клайпеда |
| 3 сентября 2011 |       |          |                         |
| Украина         | 67-56 | Болгария | Швитурё Арена, Клайпеда |
| Словения        | 87-75 | Грузия   | Швитурё Арена, Клайпеда |
| Россия          | 79-58 | Бельгия  | Швитурё Арена, Клайпеда |
| 4 сентября 2011 |       |          |                         |
| Украина         | 53-69 | Грузия   | Швитурё Арена, Клайпеда |
| Болгария        | 77-89 | Россия   | Швитурё Арена, Клайпеда |
| Бельгия         | 61-70 | Словения | Швитурё Арена, Клайпеда |
| 5 сентября 2011 |       |          |                         |
| Грузия          | 69-79 | Болгария | Швитурё Арена, Клайпеда |
| Словения        | 64-65 | Россия   | Швитурё Арена, Клайпеда |
| Украина         | 74-61 | Бельгия  | Швитурё Арена, Клайпеда |

В итоге сборная в очередной раз не смогла попасть в следующий раунд и заняла 17-20 место

### Евробаскет 2013
Мужская сборная Украины, возглавляемая профессиональным американским тренером Майком Фрателло блестяще прошла отборочный турнир, заняв второе место в своей отборочной группе (проиграв лишь в 2 матчах из 8), и поехала на финальный турнир чемпионата Европы по баскетболу 2013 года, который проходил в Словении. По результатам жеребьёвки сборная Украины попала в группу "А" вместе с командами Бельгии, Израиля, Германии, Франции и Великобритании.
С первых же матчей финального турнира перед болельщиками предстала сильная и уверенная в себе команда. Первый матч состоялся 4 сентября, в котором Украина в тяжёлом бою вырвала победу у сборной Бельгии 58–57.
Во втором матче Украина одержала более уверенную победу, одолев сборную Израиля со счётом 74–67.
Третий матч прошел 6 сентября против сборной Германии. Шансы одолеть сильного противника были невелики, но сборной Украины удалось сенсационно победить сборную Германии, завершив матч с победным для Украины счётом 88–83
Четвёртый матч состоялся 8 сентября против сборной Франции. Украина впервые за время своего участия на Евробаскете 2013 потерпела поражение 71–77.
Пятый матч стал последним матчем предварительного раунда. Он прошёл 9 сентября. В нём Украина с лёгкостью разгромила сборную Великобритании 87–68, и впервые в своей истории смогла попасть в следующий раунд.
В основном раунде Украина стартовала с одной победой в запасе и попала в группу Е вместе со сборными Сербии, Литвы, Латвии, Франции и Бельгии.
Первый матч состоялся, 11 сентября и завершился для сборной Украины разгромом от сборной Латвии 51:85
Второй матч прошёл 13 сентября для сборной Украины. Он был довольно сложным, однако ей удалось одержать победу над сборной Сербии 82-75.
Третий и последний матч основного раунда состоялся. 15 сентября Украина играла со сборной Литвы. Сборной Украины не удалось одержать, победу над сборной Литвы, потерпев поражение 63–70. Однако так как её главный конкурент на прохождения в плей-офф - сборная Латвии - проиграла сборной Бельгии проход в четвертьфинал достался Украине. 
Таким образом сборная Украины впервые в своей истории вошла не только до основного раунда, но и дошла до четвертьфинала.
В четвертьфинале сборной Украины достался уже известный ей противник сборная Хорватии (единственная команда, которой Украина проиграла в отборочном турнире), матч закончился для Украины поражением 72 – 84.
Не пройдя в полуфинал, сборная Украины приняла участие в турнирах за 5-7 место. Ей достался сильный противник - сборная Италии, но сборная Украины уверено победила своего оппонента со счётом 66 –58.
Последним матчем для сборной Украины на Евробаскете 2013 стал матч за 5 место против хозяев турнира - сборной Словении, которой Украина проиграла со счётом 66 –69. Тем самым сборная Украины заняла 6 место, войдя в 7 лучших сборных Евробаскета 2013 года.

### Евробаскет 2015
После успешного выступления на Евробаскете 2013, Украина автоматически квалифицировалась на следующий Евробаскет. Этот чемпионат стал для сборной Украины первым, после назначения Евгения Мурзина на должность главного тренера сборной.
В предварительном раунде она играла в группе D вместе со сборными Литвы, Латвии, Чехии, Бельгии, и Эстонии. Результаты матчей приведены в таблицы ниже:
Группа D
Место проведения: Рига, Латвия
| Команда | Игр | В | П | МЗ  | МП  | МР  | Очки | Тай-брейк |
| ------- | --- | - | - | --- | --- | --- | ---- | --------- |
| Литва   | 5   | 4 | 1 | 360 | 336 | +24 | 9    |           |
| Латвия  | 5   | 3 | 2 | 348 | 339 | +9  | 8    | 2–0       |
| Чехия   | 5   | 3 | 2 | 370 | 342 | +28 | 8    | 1–1       |
| Бельгия | 5   | 3 | 2 | 370 | 344 | +26 | 8    | 0–2       |
| Эстония | 5   | 1 | 4 | 316 | 374 | −58 | 6    | 1–0       |
| Украина | 5   | 1 | 4 | 349 | 378 | −29 | 6    | 0–1       |

| 5 сентября 2015  |  |       |    |         |  |
| Чехия            |  | 80–57 |    | Эстония |  |
| Бельгия          |  | 67–78 |    | Латвия  |  |
| Литва            |  | 69–68 |    | Украина |  |
| 6 сентября 2015  |  |       |    |         |  |
| Эстония          |  | 55–84 |    | Бельгия |  |
| Латвия           |  | 49–68 |    | Литва   |  |
| Украина          |  | 64–78 |    | Чехия   |  |
| 7 сентября 2015  |  |       |    |         |  |
| Литва            |  | 74–76 |    | Бельгия |  |
| Чехия            |  | 65–72 |    | Латвия  |  |
| Украина          |  | 71–78 |    | Эстония |  |
| 9 сентября 2015  |  |       |    |         |  |
| Бельгия          |  | 64–66 |    | Чехия   |  |
| Латвия           |  | 74–75 |    | Украина |  |
| Эстония          |  | 62–64 |    | Литва   |  |
| 10 сентября 2015 |  |       |    |         |  |
| Украина          |  | 71–79 |    | Бельгия |  |
| Латвия           |  | 75–64 |    | Эстония |  |
| Чехия            |  | 81–85 | ОТ | Литва   |  |

### Евробаскет 2017
Сборная Украины заняла 2-е место в группе E квалификации и вышли в финальную стадию чемпионата Европы.
На чемпионате Европы Украина заняла 4-е место в группе B и вышла в 1/8 финала, где уступила сборной Словении 55:79.

## Состав
| Перейти к шаблону «Состав сборной Украины по баскетболу» | Состав сборной Украины по баскетболу |  |

| Поз. | №  | Имя                | Дата рождения (возраст)   | Рост   | Клуб             |
| ---- | -- | ------------------ | ------------------------- | ------ | ---------------- |
| АЗ   | 5  | Иван Ткаченко      | 23 апреля 1997 (27 лет)   | 197 см | Черкасские мавпы |
| РЗ   | 7  | Денис Лукашов      | 30 апреля 1989 (35 лет)   | 188 см | Прометей         |
| ЛФ   | 10 | Святослав Михайлюк | 10 июня 1997 (27 лет)     | 203 см | Шарлотт Хорнетс  |
| ЛФ   | 13 | Вячеслав Бобров    | 19 февраля 1992 (33 года) | 202 см | Нантер 92        |
| Ц    | 23 | Артём Пустовой     | 25 июня 1992 (32 года)    | 218 см | Гран-Канария     |
| Ц    | 25 | Алексей Лень       | 16 июня 1993 (31 год)     | 216 см | Сакраменто Кингз |
| АЗ   | 30 | Иссуф Санон        | 30 октября 1999 (25 лет)  | 194 см | Днепр            |
| ЛФ   | 32 | Богдан Близнюк     | 31 марта 1995 (29 лет)    | 198 см | Будивельник      |
| Ц    | 44 | Дмитрий Скапинцев  | 12 мая 1998 (26 лет)      | 206 см | Киев-Баскет      |
| РЗ   | 45 | Виталий Зотов      | 3 марта 1997 (28 лет)     | 188 см | ВЭФ              |
| ТФ   | 52 | Владимир Герун     | 25 марта 1994 (30 лет)    | 208 см | Реал Бетис       |
| РЗ   | 55 | Илья Сидоров       | 4 декабря 1996 (28 лет)   | 182 см | Прометей         |